# Peter Shaw (médecin)
Pour les articles homonymes, voir Shaw et Peter Shaw (homonymie).
Peter Shaw (né en 1694 à Lichfield, mort en 1763 à Wimbledon) est un médecin anglais. Il contribue à populariser la médecine iatrochimique, participant ainsi à la mise en doute et à l'abandon de la théorie des humeurs au cours du XVIIIe siècle.

## Biographie
Né à Lichfield où son père est professeur de grammaire, il pratique la médecine d'abord à Scarborough, puis à Londres (1726). Il obtient la licence du collège royal de médecine en 1740, puis y est admis comme membre en 1754.
Jouissant d'une grande renommée, il est nommé en 1752 médecin du roi Georges II, puis de Georges III.
Il meurt le 15 mars 1763 à Wimbledon, sa tombe se trouve dans la nef de l'église.

## Travaux
Il a traduit en anglais et édité les œuvres de Robert Boyle (1725), de Herman Boerhaave (1727), de Georg Ernst Stahl (1730) et de Francis Bacon (1733). 
À l'instar de Nicolas Lemery en France, il contribue à populariser une chimie médicale basée sur la notion d'affinité, et en médecine l'idée que des maladies spécifiques (par analogie avec les types en botanique et zoologie) nécessitent des remèdes spécifiques, ce qui remet en question la théorie humorale classique.

## Publications
On a de lui :
- The Dispensatory of the Royal College of Physicians, Londres, 1721.
- A Treatise of Incurable Diseases, Londres, 1723.
- Prælectiones Pharmaceuticæ, or a course of lectures in pharmacy, 1723.
- The Juice of the Grape, or Wine preferable to Water, 1724.
- A New Practice of Physic, 8 volumes, Londres, 1726.
- Three Essays in Artificial Philosophy, or Universal Chemistry, Londres, 1731.
- An Essay for introducing a Portable Laboratory, by means whereof all the Chemical Operations are commodiously performed for the purposes of Philosophy, Medicinal Metalurgy, and Family, Londres, 1731 (en collaboration avec Francis Hauksbee).
- Chemical Lectures read in London in 1731 and 1732, and at Scarborough in 1733, for the Improvement of Arts, Trades, and Natural Philosophy, Londres, 1734. Ces Leçons de chimie ont été traduites en 1759 en français par la présidente d’Arconville[3] qui en releva les erreurs et y ajouta les dernières découvertes qui avaient été faites.
- An Inquiry into the Contents and Virtues of the Scarborough Spa, Londres, 1734.
- Examination of the Reasons for and against the Subscription for a Medicament for the Stone, Londres, 1738.
- Inquiries on the Nature of Miss Stephens's Medicaments, Londres, 1738.
- Essays for the Improvement of Arts, Manufactures, and Commerce, by means of Chemistry, Londres, 1761.
- Proposals for a Course of Chemical Experiments, with a view to Practical Philosophy, Arts, Trade, and Business, London, 1761 (avec Francis Hauksbee).